# Hughes XF-11
Le Hughes XF-11 est un prototype d'avion de reconnaissance américain développé dans les années 1940. Le premier appareil effectue son premier vol le 7 juillet 1946, piloté par Howard Hughes, mais il s'écrase et son pilote est grièvement blessé. Le programme est par la suite abandonné.

## Historique
Le F-11 avait le même objectif opérationnel que le Republic XF-12 Rainbow. Les spécifications prévoyaient un avion de reconnaissance photographique rapide, à long rayon d’action et à haute altitude. Dans sa configuration, l'avion ressemblait au Lockheed P-38 Lightning de la Seconde Guerre mondiale, mais était beaucoup plus gros et plus lourd. Il s'agissait d'un monoplan tout en métal à train tricycle, bimoteur avec une nacelle centrale pressurisée, avec une envergure beaucoup plus grande que le  P-38.